# Стоянов, Николай Андреев
Николай Андреев Стоя́нов (болг. Николай Андреев Стоянов, 1883—1968) — болгарский ботаник, академик Болгарской академии наук.

## Биография
Родился в Гродно 9 (21) ноября 1883 года. С 1903 года учился в Киевском политехническом институте, в 1906 году интернирован за революционную деятельность, в 1909 году бежал в Болгарию. В 1911 году Стоянов окончил Софийский университет.
С 1913 года Николай Стоянов преподавал в Софийском университете, с 1923 года был профессором прикладной ботаники, в 1936 году стал профессором систематической ботаники и географии растений, а также заведующим кафедры. С 1947 года Николай Андреев Стоянов возглавлял Ботанические сад и институт Болгарской академии наук в Софии. В 1956—1959 годах он был главным учёным секретарём БАН.
Стоянов занимался изучением систематики и морфологии растений, а также вопросам акклиматизации растений, геоботаники и истории растительного покрова. Вместе с Борисом Стефановым он был автором четырёх изданий «Флоры Болгарии».
Скончался Николай Андреев Стоянов в Софии 9 октября 1968 года.

## Некоторые научные работы
- Stojanov, N. Les Graminées de la Bulgarie. — Sophia, 1921. — 118 p.
- Stojanov, N.; Stefanov, B. Liste des plantes, croissant spontanément en Bulgarie. — Sophia, 1921. — 244 p.
- Stojanov, N.; Stefanov, B. Flore de la Bulgarie. — Sophia, 1924—1925. — 2 vols. — 1367 p.

## Некоторые виды растений, названные в честь Н. Стоянова
- Alkanna stojanovii Kožuharov, 1989
- Crepis stojanovii T.Georgiev, 1926
- Ranunculus stojanovii Delip., 1971
- Thymus stojanovii Degen, 1925
- Viola stojanowii W.Becker, 1924

## Награды и премии
- 1950 — Димитровская премия НРБ.
- Орден Георгий Димитров.